# Старый Айван
Старый Айван — село в Арском районе Татарстана. Входит в состав городского поселения «город Арск».

## География
Находится в северо-западной части Татарстана у юго-восточной окраины районного центра города Арск.

## История
Известно с 1602—1603 годов как деревня Хайван. В начале XX века действовала мечеть. Относится к населенным пунктам, где имеется кряшенское население.
В «Списке населённых мест Российской империи», изданном в 1866 году по сведениям 1859 года, населённый пункт упомянут как казённая деревня Старый Хайван Казанского уезда Казанской губернии (2-го стана). Располагалась по левую сторону почтового тракта от города Арска в город Мамадыш, при речке Ноксе, в 64 верстах от уездного и губернского города Казань и в 3 верстах от становой квартиры в городе Арске. В деревне, в 35 дворах проживали 316 человек (150 мужчин и 166 женщин).

## Население
Постоянных жителей было: в 1782 — 72 души мужcкого пола, в 1859—316, в 1897—470, в 1908—597, в 1920—653, в 1926—648, в 1938—683, в 1949—552, в 1970—556, в 1979—600, в 1989—522, 552 в 2002 году (татары 98 %, в том числе кряшены), 588 в 2010.